# Jessica Beard
Jessica Beard, född den 8 januari 1989 Euclid, Ohio, är en amerikansk friidrottare som tävlar i kortdistanslöpning.
Beard blev silvermedaljör på 400 meter vid VM för juniorer 2008 i Bydgoszcz.
Hon deltog på 400 meter vid VM 2009 i Berlin där hon blev utslagen i semifinalen. Vid samma mästerskap ingick hon tillsammans med Debbie Dunn, Natasha Hastings och Sanya Richards i stafettlaget som sprang försöken på 4 x 400 meter. I finalen bytes hon och Hastings ut mot Allyson Felix och Lashinda Demus. Laget vann guldet på tiden 3.17,83.

## Personliga rekord
- 200 meter - 23,15 från 2009
- 400 meter - 50,56 från 2009